# Quasi-Park Narodowy Abashiri
Quasi-Park Narodowy Abashiri (jap. 網走国定公園 Abashiri Kokutei Kōen) – quasi-park narodowy w Japonii. 
Park chroni wody oraz wybrzeża jezior i laguny wzdłuż Morza Ochockiego na Hokkaidō. Obejmuje on także jeziora: Abashiri, Notoro, Tōfutsu i Saroma. Ostatnie jest trzecim co do wielkości jeziorem w Japonii. Park leży w granicach podprefektury Ohōtsuku w północno-wschodniej części Hokkaidō.
Obszar parku jest pod ochroną Międzynarodowej Unii Ochrony Przyrody i wynosi 37261 ha lub 43559 ha.